# Sexmane
Sexmane, pseudonimo di Edward Maximilian Sene (Siilinjärvi, 13 ottobre 2000), è un rapper e cantante finlandese.

## Biografia
Sexmane ha fatto il suo esordio nell'industria discografica con l'album in studio Sextape (2019), posizionatosi al 16º posto della Suomen virallinen lista e rimasto all'interno della classifica per oltre due anni.
Nell'ottobre 2021 viene presentato Väärinymmärretty, il suo primo disco a esordire nella top five finlandese, oltre a generare tre nomination agli Emma gaala. Il terzo disco Sextape II è stato reso disponibile per il consumo nel gennaio 2023 ed è riuscito a collocarsi in cima alla graduatoria LP nazionale. L'artista è stato poi votato come artista o gruppo nazionale dell'anno agli Emma gaala. All'edizione successiva della cerimonia di premiazione è stato candidato per due riconoscimenti, fra cui quello all'artista dell'anno.

## Discografia

### Album in studio
- 2019 – Sextape
- 2021 – Väärinymmärretty
- 2023 – Sextape II
- 2024 – Sanansaattaja

### Singoli
- 2018 – Aikakone
- 2019 – Erilainen
- 2019 – 2naamaa
- 2021 – Henki
- 2021 – Fiilis (feat. Le Fvbelos & YB026)
- 2022 – 40K (solo o con Adi)
- 2022 – Chillaa veli
- 2022 – Sekavaa ja hiton vaikeet
- 2022 – Gorilla (feat. Nuteh Jonez)
- 2022 – Sexshow
- 2023 – Ihmeperhe (con Adi e Robin feat. Isaac Sene)
- 2023 – Comeback
- 2023 – Hallille
- 2024 – Hautajaiset (con Gettomasa)
- 2024 – Mania
- 2024 – Hulluus saa mut huutamaan
- 2024 – Mama We Made It (feat. Melo)
- 2024 – Ikuinen elokuu (con Robin)
- 2024 – Riittämätön (feat. Tomi Saario)
- 2024 – Viimeinen kuulutus
- 2025 – Kuka siin netis on
- 2025 – Love Doctor's (con Yasin)
- 2025 – Nirvanaan (con Young Mike)
- 2025 – Kuolemation/Rotta
- 2025 – Rastat/Nelson Mandela
- 2025 – Nuori mut ei tyhmä